# Borneophrys edwardinae
Borneophrys edwardinae là một loài lưỡng cư, loài duy nhất thuộc chi Borneophrys trong họ Megophryidae.
Các tên gọi phổ biến trong tiếng Anh là rough horned frog (ếch sừng xù xì), Edwardina's horned frog (ếch sừng Edwardina) hay Edwardina's spadefoot toad (cóc chân xẻng Edwardina).
Đây là loài đặc hữu của Malaysia. Loài này chỉ được biết đến ở miền tây Sabah và đông-trung Sarawak trên đảo Borneo phần thuộc Malaysia, ở độ cao 200–700 m trên mực nước biển. Tuy nhiên, phạm vi phân bố của nó có lẽ rộng hơn so với gợi ý từ các hồ sơ hiện tại, và có lẽ cũng có ở Brunei.
Môi trường sống tự nhiên của chúng là rừng ẩm ướt vùng đất thấp nhiệt đới và sông ngòi. Chúng hiện đang bị đe dọa vì mất môi trường sống.